# Міжнародний фестиваль православного кіно «Покров»
Міжнародний фестиваль православного кіно «Покров» — це сучасний кінофестиваль короткометражних ігрових та анімаційних фільмів на православну та сімейну просвітницьку тематику, що проводиться в Україні з 2003 року. Традиційно він проходить щорічно в Києві в другу декаду жовтня перед великим релігійним святом Покрова Пресвятої Богородиці.
Останній за часом проведення, XVI Міжнародний фестиваль православного кіно «Покров»  розпочався у понеділок 8 жовтня 2018 року і тривав до 11 жовтня 2018 року.
Генеральний директор «Покрову» протоєрей Олександр Акулов. Президент фестивалю — народний депутат України Андрій Деркач.

## Нагороди
Головний приз фестивалю — рукописна ікона «Покров Пресвятої Богородиці».
За час існування кінофестивалю було показано більше восьмисот православних фільмів з п'ятнадцяти країн світу. Відбулося більше десяти світових прем'єр, а всього на фестивалі були нагороджені понад сімдесят режисерів з різних країн і континентів.

## Місце проведення та ведучі
З 2012 року відкриття фестивалю проходить у «Національній опері України». Демонстрація фільмів, а також нагородження переможців фестивалю відбувається у столичному Будинку кіно.
Ведучими урочистої церемонії відкриття у різні роки були Федір Бондарчук, Тетяна Терехова та інші.

## Номінації
Традиційно найкращі стрічки визначаються в чотирьох номінаціях:
- «Анімаційне кіно»,
- «Документальне кіно»,
- «Короткометражне ігрове кіно» ,
- «Повнометражне ігрове кіно».

Також вручається приз глядацьких симпатій.

## Переможці
Серед фільмів, що були відзначені гран-прі фестивалю, особливо популярними стали фільми «Острів» (режисер Павло Лунгін), «Адмірал» (реж. Андрій Кравчук), «12» (реж. Микита Михалков), «Поп» (реж. Володимир Хотиненко) та багато інших. Більшість фільмів демонструвались на ТРК «Ера».